# Deppea hernandezii
Deppea hernandezii är en måreväxtart som beskrevs av David H. Lorence. Deppea hernandezii ingår i släktet Deppea och familjen måreväxter. Inga underarter finns listade i Catalogue of Life.